# Neraysho Kasanwirjo
Neraysho Meritchio Kasanwirjo (* 18. Februar 2002 in Amsterdam) ist ein niederländisch-surinamischer Fußballspieler, der aktuell bei Feyenoord Rotterdam unter Vertrag steht.

## Karriere

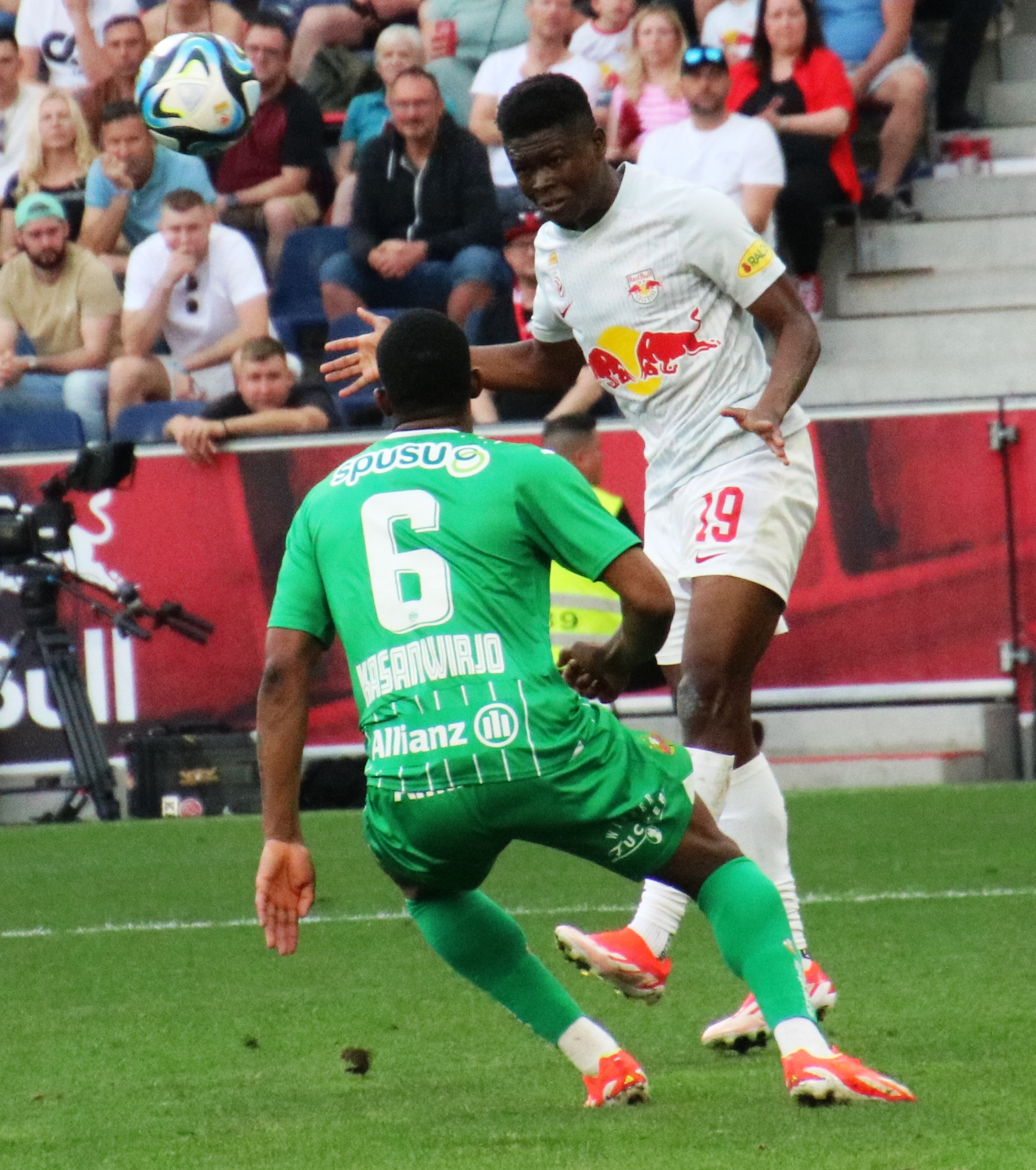
Kasanwirjo (links), 2023

### Verein
Kasanwirjo begann seine fußballerische Karriere bei der AVV Zeeburgia, wo er bis 2012 spielte. Anschließend wechselte er in die Jugendakademie von Ajax Amsterdam. 2017/18 stand er bereits zweimal für die B-Junioren auf dem Feld. In der Folgesaison war er dort bereits Stammspieler, durfte aber auch gelegentlich für die A-Junioren spielen und stand insgesamt 24 Mal auf dem Platz, wobei er zwei Tore erzielen konnte. Nach der Saison wurde er außerdem Pokalsieger und Ligameister mit der U19. 2019/20 stieg er dann endgültig zu den A-Junioren auf und spielte unter anderem in der Youth League. Außerdem gab er in dieser Saison 2019/20 sein Debüt für Jong Ajax, als er gegen die NEC Nijmegen am 19. August 2019 (2. Spieltag) eine Halbzeit spielen durfte. Nach der Saison unterschrieb er einen Ein-Jahres-Vertrag bei Jong Ajax und war in der eersten Divisie nun auch Stammspieler in der Innenverteidigung. Am 12. März 2021 (28. Spieltag) schoss er beim 2:2-Unentschieden gegen Roda JC Kerkrade sein erstes Tor für die Mannschaft, als er per Elfmeter traf. 2020/21 schoss er dieses eine Tor in 34 Ligaeinsätzen.
Nach neun Jahren bei Ajax wechselte er zur Spielzeit 2021/22 zum FC Groningen. Am 15. August 2021 (1. Spieltag) gab er bei einem 2:1-Sieg über den SC Cambuur sein Eredivisie-Debüt über die vollen 90 Minuten. Für Groningen kam er insgesamt zu 47 Einsätzen in der Eredivisie.
Im Januar 2023 wechselte Kasanwirjo zum Ligakonkurrenten Feyenoord Rotterdam. Mit Feyenoord wurde er Meister, durchsetzen konnte er sich bei der Mannschaft aber nicht und kam so bis zum Ende der Spielzeit 2022/23 nur fünfmal zum Einsatz. Im September 2023 wurde er dann an den österreichischen Bundesligisten SK Rapid Wien verliehen. Während der Leihe kam er zu 23 Einsätzen in der Bundesliga. Danach wurde Kasanwirjo im August 2024 an die Glasgow Rangers verliehen.

### Nationalmannschaft
Kasanwirjo spielte bislang für mehrere Juniorenteams der Niederlande. Mit der U17 wurde er 2019 Europameister.

## Erfolge
Ajax Amsterdam U19
- Niederländischer U19-Meister: 2019
- Niederländischer U19-Pokalsieger: 2019

Ajax Amsterdam
- Niederländischer Meister: 2021 (ohne Einsatz im Kader)

Feyenoord Rotterdam
- Niederländischer Meister: 2023

Nationalmannschaft
- U17-Europameister: 2019